# Foyer
 For alternative betydninger, se Foyer (forsikringsselskab).
En foyer (af fransk betyd. "opvarmet rum") eller en lobby er betegnelsen for et større rum eller forhal i en offentlig tilgængelig bygning, især i et operahus, teater, koncertsal, biograf eller hotel.
Funktionelt adskiller foyeren sig ikke fra vestibulen, men definitionsmæssigt er vestibuler for det meste værelser med højt til loftet, pompøse strukturer og detaljeret design. Foyeren er normalt tilgængelig som entré eller forgang direkte fra bygningens indgang og har ofte en integreret garderobe. Det tjener som opholdsrum og samtalested for publikum i pauserne, og afhængig af stedet serveres der lejlighedsvis forfriskninger og snacks.
Som et sted for pausediskussioner kan foyeren ofte være vigtig i forhold til succes eller fiasko for en scenepræstation, nogle gange endda afgørende, da kritikere kan lytte til premierepublikummets mening og ofte inkludere den i deres anmeldelse. På fransk bruges ordet foyer ikke i betydningen vestibule eller lobby, men i betydningen hjem for en familie eller gruppe, også som foyer pour enfants, det franske udtryk for børnehjem.

## Fra fritidsrum til socialt samlingssted
I Frankrig var foyerer oprindeligt opvarmede lounger i teatret, hvor skuespillerne kunne varme op og skifte beklædning. I det 18. århundrede blev begrebet også anvendt på tilskuerarealet, som var adskilt fra selve sceneområdet, men begrebet var udelukkende møntet på teatersalen. Foyeren blev et socialt sted at mødes og næsten vigtigere end selve scenen. I 1752 blev en pompøs foyer for første gang integreret i det nye operahus for den franske konge i Versailles.
I det 19. århundrede blev foyeren den dominerende del af teatret og mødestedet for lokalsamfundet i byen, idet relationer blev etableret, forretninger blev indledt, man sladrede, flirtede, så- og blev set. Ikke sjældent stjal "dramaet" i foyeren showet fra det faktiske teaterstykke. Via historier og reportager fra Frankrig blev udtrykket hurtigt populært og spredte sig til andre lande, hvor foyererne skød frem. Et eksempel på en særlig pompøs foyer er Burgtheaters forhalsgang i Wien.

## Foyer i offentlige bygninger
I dag henviser udtrykket "foyer" også til de store foyerer i indgangspartiet til offentlige bygninger som rådhuse, biblioteker eller parlamentsbygninger. Især større foyerer som den 1800 kvadratmeter store Jahrhunderthalle i Frankfurt, bruges også til kongresser og konferencer, kunstudstillinger og pressekonferencer. Et eksempel i Danmark på en rådhus-foyer, er Middelfart Rådhus' store forhal, hvor der fra tid til anden gives bekendtgørelser og afholdes taler for de ansatte.

## Særlige foyerer i Nordeuropa
- Godsbanen i Aarhus har en foyer, der anvendes til udstillinger og som offentligt møderum.[11]
- Odd Fellow Palæet i København har ligeledes en spektakulær foyer til udlejning for gæster.[12]
- Foyeren i Gedächtniskirchen i Berlin er en social bistands- og rådgivningsinstitution, der hører under den protestantiske kirke i byen.